# Dulce García
Dulce García (Dulce Margarita García Gil; * 2. Juli 1965 in Puerto Padre; † 9. September 2019) war eine kubanische Speerwerferin und Leichtathletiktrainerin.

## Karriere
1986 und 1988 gewann sie Silber bei den Iberoamerikanischen Meisterschaften, 1989 Silber bei den Leichtathletik-Zentralamerika- und Karibikmeisterschaften.
1991 siegte sie bei den Panamerikanischen Spielen in Havanna und wurde Siebte bei den Leichtathletik-Weltmeisterschaften in Tokio.
Im Jahr darauf siegte sie bei den Iberoamerikanischen Meisterschaften. Bei den Olympischen Spielen 1992 in Barcelona wurde sie Achte und beim Leichtathletik-Weltcup in Havanna Dritte.
Ihre persönliche Bestleistung von 67,90 m stellte sie am 15. Juni 1986 in Havanna auf.
2000 verlieh ihr ihre Heimatprovinz Las Tunas die Auszeichnung „Leichtathletin des Jahrhunderts“.
Seit 2003 trainierte García die chilenische Kugelstoßerin Natalia Duco. Im April 2018 wollte García die Durchführung eines Dopingtests an Duco verhindern, worauf die chilenische Dopingkommission sie zunächst verwarnte und sie anschließend entlassen wurde. Der schließlich durchgeführte Dopingtest verlief positiv und Duco wurde für drei Jahre gesperrt. Der Präsident des chilenischen Leichtathletikverbandes machte García für das nachgewiesene Doping Ducos verantwortlich und wies auf eine frühere Dopingsperre Garcías Ende der 1990er Jahre hin.